# Sommant
Sommant ist eine französische Gemeinde mit 187 Einwohnern (Stand 1. Januar 2022) im Département Saône-et-Loire in der Region Bourgogne-Franche-Comté (vor 2016 Bourgogne). Die Gemeinde gehört zum Arrondissement Autun und zum Kanton Autun-1 (bis 2015 Lucenay-l’Évêque).

## Geographie
Sommant liegt etwa 14 Kilometer nordnordöstlich von Autun. Umgeben wird Sommant von den Nachbargemeinden Cussy-en-Morvan im Norden und Nordwesten, Lucenay-l’Évêque im Osten und Nordosten, Reclesne im Osten, Tavernay im Süden, La Celle-en-Morvan im Südwesten sowie La Petite-Verrière im Westen.

## Bevölkerungsentwicklung
| 1962                       | 1968 | 1975 | 1982 | 1990 | 1999 | 2006 | 2013 |
| -------------------------- | ---- | ---- | ---- | ---- | ---- | ---- | ---- |
| 211                        | 168  | 167  | 170  | 174  | 186  | 192  | 211  |
| Quellen: Cassini und INSEE |      |      |      |      |      |      |      |

## Sehenswürdigkeiten

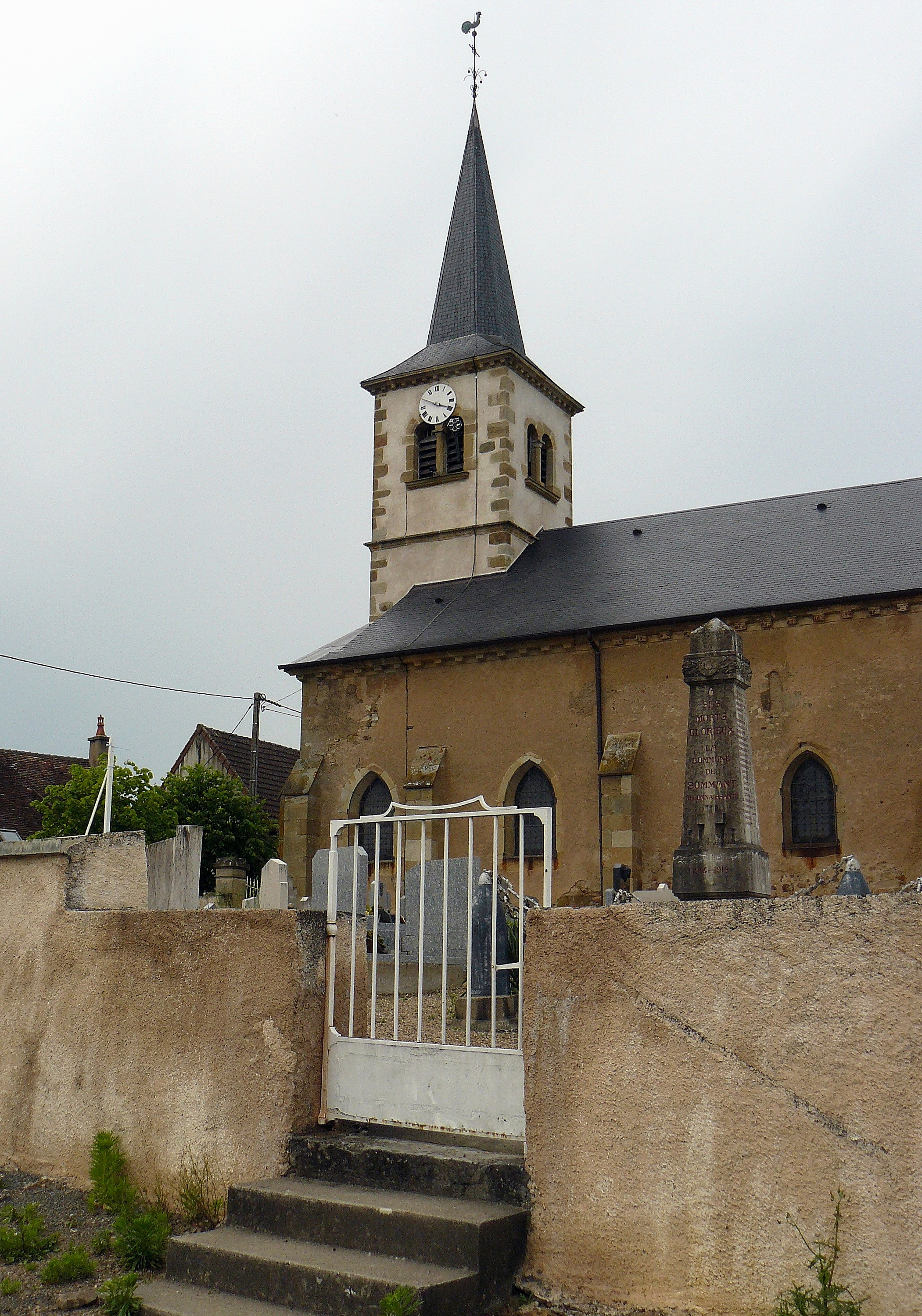
Kirche Saint-Martial

- Kirche Saint-Martial aus dem 11. Jahrhundert
- Priorat des Morvan aus dem 9. Jahrhundert, älteste erhaltene Gebäude aus dem 13. Jahrhundert
- Schloss Sommant (auch: Schloss Vallogne)
- Herrenhaus von Champcourt